# Corte de' Cortesi con Cignone
Corte de' Cortesi con Cignone este o comună în Provincia Cremona, Italia. În 2011 avea o populație de 1,124 de locuitori.

## Demografie
Corte de' Cortesi con Cignone - evoluția demografică

|  | Graficele sunt indisponibile din cauza unor probleme tehnice. Mai multe informații se găsesc la Phabricator și la wiki-ul MediaWiki. |

Date: Recensăminte sau birourile de statistică - grafică realizată de Wikipedia